# Densidad de fuerza
La densidad de fuerza o fuerza volumétrica es un campo vectorial que caracteriza las fuerzas másicas y de otros tipos en un medio continuo. En mecánica de fluidos la densidad de fuerza está asociada a la presión y la viscosidad.
Matemáticamente la densidad de fuerza {\displaystyle \scriptstyle \mathbf {f} } está relacionada con la divergencia del Tensor tensión mediante la relación:

{\displaystyle \mathbf {f} ={\mbox{div}}\ \mathbf {T} =\nabla \cdot \mathbf {T} }

O en componentes:

{\displaystyle f^{i}=\sum _{k}{\frac {\partial T^{ik}}{\partial x^{k}}}}

La densidad de fuerza también interviene en la siguiente ecuación de balance deducible de la anterior relación:

{\displaystyle \int _{A}\mathbf {f} (x)\ dV+\int _{\partial A}\mathbf {t} (x,\mathbf {n} )\ dS=0}

Donde:
{\displaystyle A\subset \Omega \subset \mathbb {R} ^{3}} es una región interior del dominio del medio continuo.
{\displaystyle \mathbf {t} (x,\mathbf {n} )} es el vector tensión, en el punto x.
{\displaystyle \mathbf {n} } es el vector tensión, en el punto x.